# حديقة كارلسو

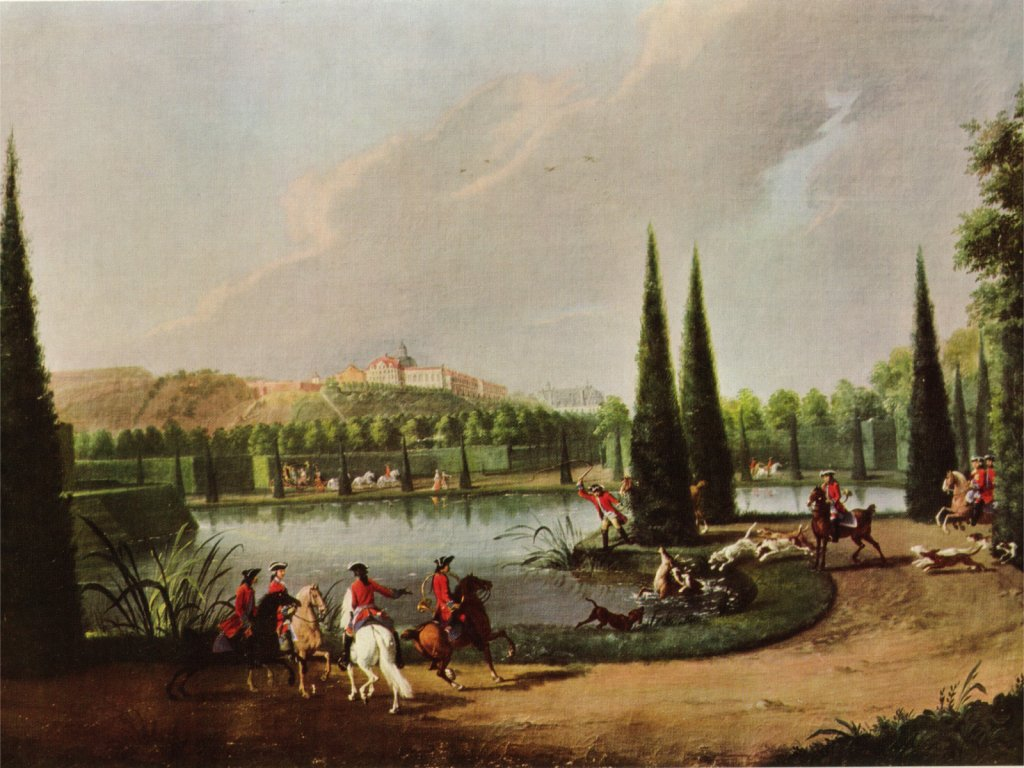
"الصيد في Karlsaue" ليوهان هاينريش تيشباين

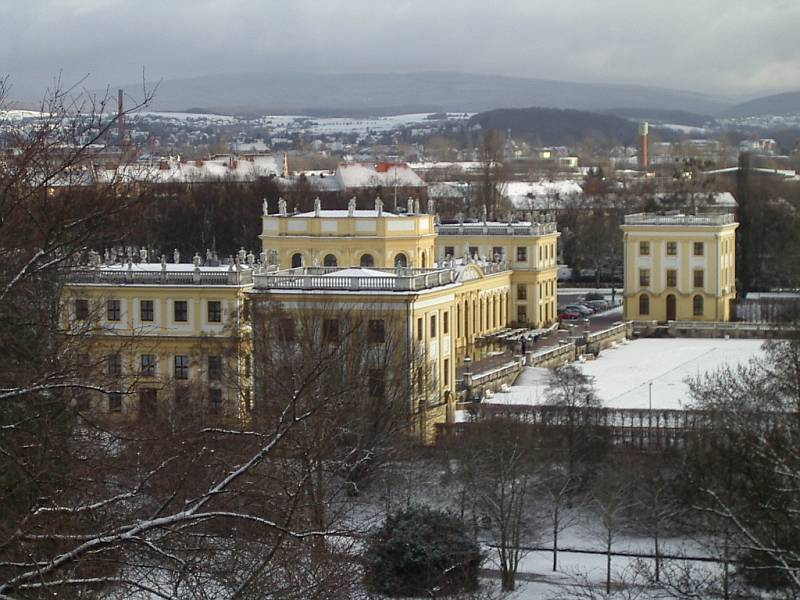
البرتقال

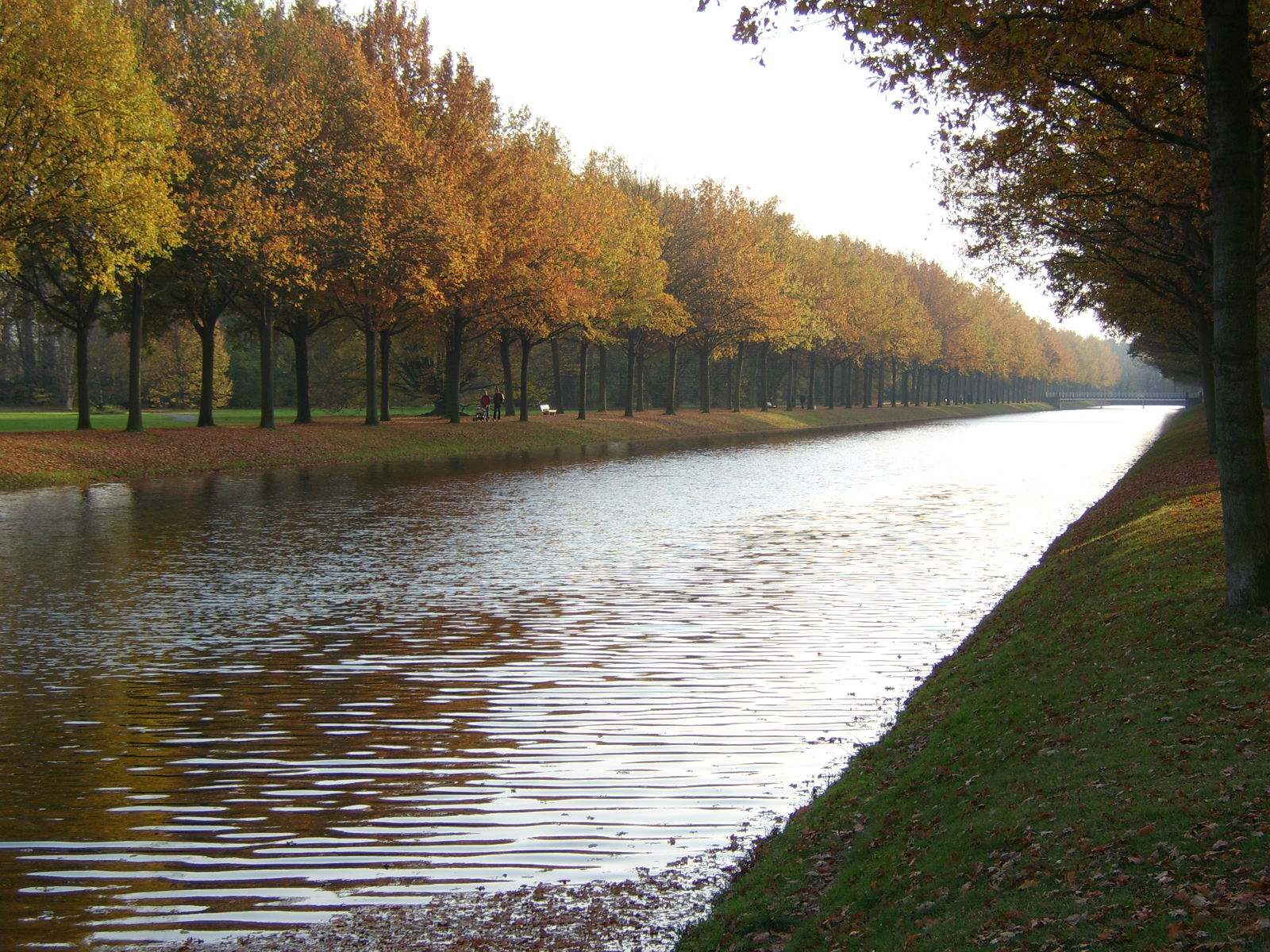
قناة في المنتزه

حديقة كارلسو هي حديقة عامة وداخلية بالمدينة تبلغ 1.50 كيلومتر مربع (0.58 ميل2) في كاسل (شمال هيس، ألمانيا). أعيد تصميمها كحديقة ذات مناظر طبيعية في عام 1785 وتتكون من مزيج من عناصر حديقة باروكية مرئية و «مناطق طبيعية» مرتبة.

## موقع
يقع Karlsaue على الضفة الغربية لنهر فولدا جنوب شرق وسط مدينة كاسل، بالقرب من وسط فريدريشسبلاتز. في الجنوب الغربي، تحد Karlsaue من المرافق الرياضية مثل Auestadion وحلبة التزلج على الجليد.

## تاريخ
تم إنشاء الحديقة التاريخية الرائعة على أرض مستوية بالكامل تقريبًا؛ تحتوي على العديد من البحيرات والقنوات والنوافير الاصطناعية. تم بناء القصر الرئيسي Orangerie من قبل Landgrave Charles بين عامي 1654 و 1730 كـ «حديقة شتوية غريبة» حتى بداية الحرب العالمية الثانية. إنه بمثابة خزانة لعلم الفلك والمادية اليوم والحمام الرخامي. في عامي 1955 و 1981، أقيم العرض الفيدرالي للبستنة في الحديقة. من المعالم النباتية البارزة جزيرة "Siebenbergen"، التي أعيد تصميمها بواسطة بستاني البلاط Hentze في عام 1822. منذ عام 2009، أصبحت جزءًا من شبكة تراث الحدائق الأوروبية.
تمت ترجمة هذا المقال من قبل الطالبة رحيق الشربيني
تمت ترجمت هذه المقالة من المقالة الإنجليزية https://en.wikipedia.org/wiki/Karlsaue